# Zbór Kościoła Zielonoświątkowego „Arka” w Rypinie
Zbór Kościoła Zielonoświątkowego „Arka” w Rypinie – zbór Kościoła Zielonoświątkowego w RP znajdujący się w Rypinie.